# 페트루 2세
페트루 2세 (Petru II, 1304년 – 1342년 8월 8일)는 시칠리아의 왕으로 1337년부터 사망할 때까지 재위하였으며, 1321년부터 아버지와 공동 통치자로 있었다. 피에트로의 아버지는 시칠리아의 페데리코 3세이고 어머니는 나폴리의 카를로 2세의 딸 엘레오노르였다. 그의 재위 기간은 왕권과, 귀족 세력들 그 중에서도 특히 벤티밀리아, 팔리치, 키아라몬테 등 오래된 가문들 간의 투쟁, 그리고 시칠리아와 나폴리 간의 전쟁이 있었다.
동시대 사람들은 피에트로를 연약한 심성을 가진 자로 평가했다. 조반니 빌라니는 저서 '신 연대기'(Nuova Cronica)에서 그를 '정신 박약에 가까운 자'(이탈리아식 라틴어: 'quasi un mentacatto')라 하였고 니콜라 스페찰레는 저서 '시칠리아사'(Historia Sicula)에서 그를 '순수하고 단순한 자'('purus et simplex')라고 칭하였다.
피에트로 시기에, 나폴리인들은 리파리 제도를 정복하였고 시칠리아섬 내에서도 밀라초, 테르미니 등의 도시들을 차지하였다. 그는 1342년 8월 8일 칼라시베타에서 잠깐 병을 앓은 뒤 사망하였고 팔레르모 대성당에 안치되었다. 그의 뒤를 장자인 루이지가 이어받았으나, 그는 겨우 네 살에 불과하였다.

## 혼인과 자녀
그는 케른텐의 엘리사베타와 혼인하여, 자녀 아홉을 두었었다:
- 시칠리아 섭정 코스탄차 (1324년 – 1355년 10월) : 1352년부터 1354년까지 시칠리아의 섭정, 미혼.
- 엘레오노라 (1325년–1375년) : 아라곤의 페드로 4세와 혼인하였으며, 시칠리아의 마르티노 2세의 어머니이다.[5]
- 베아트리체 (1326년–1365년) : 팔츠 선제후 루프레히트 2세와 혼인했으며, 독일의 루프레히트의 어머니이다].[6]
- 에우페미아 (1330년–1359년) : 1355년부터 1357년까지 시칠리아의 섭정, 미혼.
- 시칠리아의 루이지 (1338년 - 1355년) : 아버지의 자리를 계승함.[1]
- 페데리코 4세 (1341년 - 1377년) : 루이지의 후임자.[1]
- 비올란테 (1334년 출생) : 유년기 사망
- 조반니 (1342년 – 1353년 6월 22일) : 유년기 사망
- 블랑카 (1342년–1373년) : 엠푸리에스의 후안 1세와 혼인, 자녀는 없었다.

## 참고 문헌
- Drees, Clayton J., 편집. (2001). 《The Late Medieval Age of Crisis and Renewal, 1300-1500: A Biographical Dictionary》. Greenwood Press.
- Grierson, Philip; Travaini, Lucia (1998). 《Medieval European Coinage: With a Catalogue of the Coins in the Fitzwilliam Museum, Cambridge》. 14 (Italy) part 3 (South Italy, Sicily, Sardinia). Cambridge University Press.
- Hulme, Edward Maslin (1915). 《The Renaissance: The Protestant Revolution and The Catholic Reformation in Continental Europe》. The Century Co.
- Ritzerfeld, Ulrike (2015). 〈The Language of Power: Transgressing Borders in Luxury Metal Object of the Lusignan〉.   Rogge, Sabine; Grünbart, Michael. 《Medieval Cyprus: a Place of Cultural Encounter》. Waxmann Verlag GmbH.

| 페트루 2세 바르셀로나가출생: 1305년 7월 사망: 1342년 8월 15일 |                             |             |
| 작위                                                          |                             |             |
| 이전 페데리코 2세                                             | 시칠리아의 왕 1337년–1342년 | 이후 루이지 |